# James Milnor
James Milnor  (* 20. Juni 1773 in Philadelphia, Province of Pennsylvania; † 8. April 1844 in New York City) war ein US-amerikanischer Politiker. Zwischen 1811 und 1813 vertrat er den Bundesstaat Pennsylvania im US-Repräsentantenhaus.

## Werdegang
James Milnor besuchte die Philadelphia Grammar School und studierte danach an der University of Pennsylvania in Philadelphia, ohne jedoch einen Abschluss zu machen. Nach einem anschließenden Jurastudium und seiner 1794 erfolgten Zulassung als Rechtsanwalt begann er in Norristown in diesem Beruf zu arbeiten. Im Jahr 1797 verlegte er seinen Wohnsitz und seine Kanzlei nach Philadelphia. Politisch wurde er Mitglied der Ende der 1790er Jahre von Alexander Hamilton gegründeten Föderalistischen Partei. Im Jahr 1800 sowie von 1805 bis 1810 gehörte er dem dortigen Stadtrat an. Zwischen 1808 und 1809 war er dessen Präsident.
Bei den Kongresswahlen des Jahres 1810 wurde Milnor im ersten Wahlbezirk von Pennsylvania in das US-Repräsentantenhaus in Washington, D.C. gewählt, wo er am 4. März 1811 die Nachfolge von John Porter antrat. Bis zum 3. März 1813 konnte er eine Legislaturperiode im Kongress absolvieren. In diese Zeit fiel der Beginn des Britisch-Amerikanischen Krieges.
Nach dem Ende seiner Zeit im US-Repräsentantenhaus studierte Milnor Theologie. 1814 wurde er zum Geistlichen der Protestant Episcopal Church ordiniert. Zwei Jahre später wurde er einer der Geistlichen (Assistant Minister) der St. Peter’s Church in Philadelphia. Ab 1816 war er Pfarrer an der St. George’s Church in New York. Dieses Amt bekleidete er bis zu seinem Tod am 8. April 1844.